# Бутукерія
Бутукерія (рум. Butucăria) — село у повіті Васлуй в Румунії. Входить до складу комуни Зеподень.
Село розташоване на відстані 288 км на північний схід від Бухареста, 19 км на північний захід від Васлуя, 40 км на південь від Ясс.

## Населення
За даними перепису населення 2002 року у селі проживали 197 осіб, усі — румуни. Усі жителі села рідною мовою назвали румунську.